# Galoppo

Bisonte al galoppo

Il galoppo è un'andatura in tre tempi dei quadrupedi e dei cavalli in particolare, piuttosto veloce, in cui l'animale muove prima un posteriore poi il diagonale infine l'altro anteriore.

## Ippica

Cavallo con fantino al galoppo

Nel galoppo da corsa, il cavallo scinde la battuta del diagonale in due e quindi si osservano non più tre ma "quattro" battute. 
Il galoppo è detto:
- destro o sinistro a seconda di quale anteriore tocca per ultimo terra.
- falso (dizione francese) o a rovescio (dizione italiana) quando il cavallo, marciando in un senso, galoppa a mano contraria, ovvero marcia in senso orario e galoppa a mano sinistra o marcia in senso antiorario e galoppa a mano destra. Quando un cavallo galoppa falso pone la gamba anteriore esterna più avanti di quella interna;
- disunito quando il cavallo galoppa ad una mano con gli anteriori e all'altra coi posteriori, ovvero il bipede diagonale è disgiunto.

Il galoppo è anche una specialità su pista dell'ippica in cui il fantino monta il cavallo.
La lunghezza del percorso delle corse in piano varia da 800 a 4000 metri; le corse possono essere di vario tipo: con cavalli della stessa età e senza limite d'età.
Esistono anche corse a ostacoli (siepi, steeple chases, cross country) dove il cavallo deve percorrere un percorso di abilità saltando ostacoli o siepi.
Il cavallo più veloce in assoluto è il purosangue inglese. Al galoppo la velocità varia dai 20 ai 70 km/h (in corsa su pista).

## Categorie e tipi di gare al galoppo
- Vendere
- Reclamare
- Condizionata
- Handicap
- Listed Race
- Maiden
- Pattern races o Corse di Gruppo
- Oaks